# Happy Anniversary and Goodbye
Happy Anniversary and Goodbye is een Amerikaanse televisiefilm uit 1974 met Lucille Ball en Art Carney als Norma en Malcolm Michaels, een echtpaar van middelbare leeftijd.

## Verhaallijn
Norma en Malcolm Michaels zijn een echtpaar van middelbare leeftijd, die zich in een midlife-crisis bevinden. Ze besluiten van elkaar te scheiden en een nieuw leven te beginnen. Maar ze krijgen problemen als ze ontdekken dat ze niet meer zo jong zijn als ze dachten.

## Rolverdeling
| Acteur                | Personage           |
| --------------------- | ------------------- |
| Lucille Ball          | Norma Michaels      |
| Art Carney            | Malcom Michaels     |
| Nanette Fabray        | Fay                 |
| Peter Marshall        | Greg Carter         |
| Don Porter            | Ed "Mad Dog" Murphy |
| Arnold Schwarzenegger | Rico                |